# Teresina de Goiás
Teresina de Goiás es un municipio brasileño del estado de Goiás.

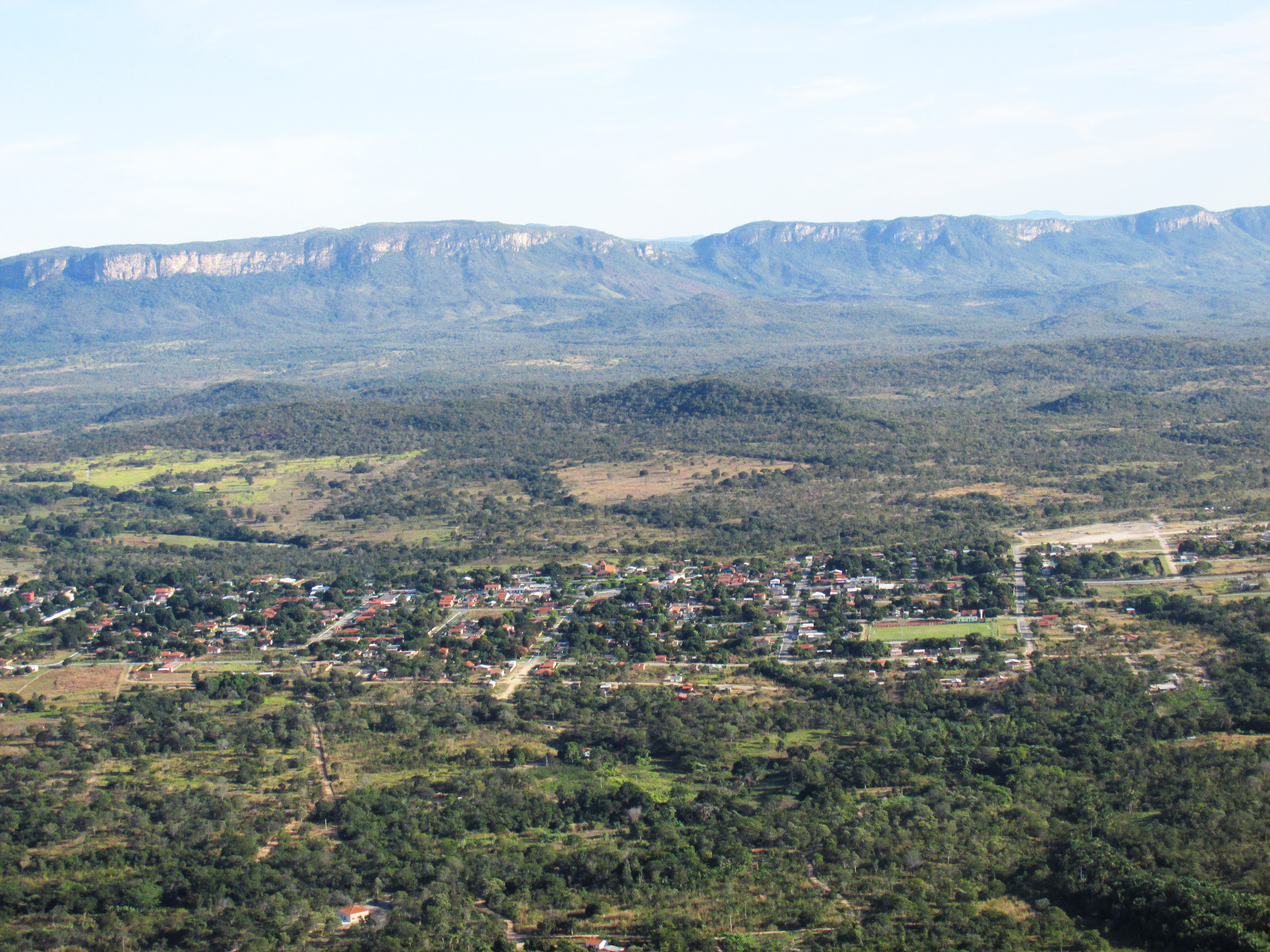
Ciudad vista de la Sierra del Crucero.

## Historia
El municipio de Teresina de Goiás se localiza en el nordeste de la Chapada de los Veadeiros, región nordeste del estado de Goiás, en el Centro-Oeste de Brasil, con uno área de 774,635 km², la población estimada de 2.915 habitantes y densidad 4,5 hab./km².
Este municipio surgió de la iniciativa de tres hombres y dos mujeres, Delfino Szeerquins, José de la Costa y Joaquim de Souza Fagundes, Joaquina Nunes Bandera y Antonia Francisca Lopes, que en 1960 decidieron crear un loteamento en el entorno de Cavalcante con Campos Bellos, en la antigua GO-012. Las tierras pertenecían a la esposa de Joaquim de Souza. Y fue él quien primero se estableció en el local. La vila que comenzó a formarse pertenecía al municipio de Cavalcante. En 1968 ganó la condición de distrito de Cavalcante.
- Datos: Q988887
- Multimedia: Teresina de Goiás / Q988887